# Jelle Duin
Jelle Duin (Heemstede, 27 gennaio 1999) è un calciatore olandese, attaccante del Vejle.

## Caratteristiche tecniche
È un centravanti.

## Carriera
Cresciuto nel settore giovanile dell'AZ Alkmaar, debutta con la squadra riserve il 15 agosto 2016 nel match di Tweede Divisie vinto 3-1 contro lo Jong Sparta; realizza la sua prima rete la stagione seguente, nell'incontro casalingo perso 2-0 contro il N.E.C.. Il 2 settembre 2019 viene ceduto in prestito al Volendam dove gioca 14 incontri segnando 5 reti; viene prestato nuovamente all'inizio della stagione seguente, questa volta al MVV.
A gennaio 2021 fa ritorno alla base ed il 14 febbraio fa il suo esordio assoluto con l'AZ Alkmaar giocando il match di Eredivisie vinto 3-1 contro l'Heerenveen.

## Statistiche
Statistiche aggiornate al 10 aprile 2021.

### Presenze e reti nei club
| Stagione        | Squadra         | Campionato      | Campionato | Campionato | Coppe nazionali | Coppe nazionali | Coppe nazionali | Coppe continentali | Coppe continentali | Coppe continentali | Altre coppe | Altre coppe | Altre coppe | Totale | Totale | Totale |
| Stagione        | Squadra         | Comp            | Pres       | Reti       | Comp            | Pres            | Reti            | Comp               | Pres               | Reti               | Comp        | Pres        | Reti        | Pres   | Reti   |        |
| --------------- | --------------- | --------------- | ---------- | ---------- | --------------- | --------------- | --------------- | ------------------ | ------------------ | ------------------ | ----------- | ----------- | ----------- | ------ | ------ | ------ |
| 2016-2017       | Jong AZ Alkmaar | 2D              | 3          | 0          |                 | -               | -               |                    | -                  | -                  |             | -           | -           | 3      | 0      |        |
| 2017-2018       | Jong AZ Alkmaar | 1D              | 11         | 2          |                 | -               | -               |                    | -                  | -                  |             | -           | -           | 11     | 2      |        |
| 2018-2019       | Jong AZ Alkmaar | 1D              | 29         | 3          |                 | -               | -               |                    | -                  | -                  |             | -           | -           | 29     | 3      |        |
| ago.-set. 2019  | Jong AZ Alkmaar | 1D              | 3          | 0          |                 | -               | -               |                    | -                  | -                  |             | -           | -           | 3      | 0      |        |
| 2019-2020       | Volendam        | 1D              | 14         | 5          | CO              | 1               | 0               |                    | -                  | -                  |             | -           | -           | 15     | 5      |        |
| 2020-gen. 2021  | MVV             | 1D              | 8          | 2          | CO              | 0               | 0               |                    | -                  | -                  |             | -           | -           | 8      | 2      |        |
| gen.-giu. 2021  | Jong AZ Alkmaar | 1D              | 11         | 0          |                 | -               | -               |                    | -                  | -                  |             | -           | -           | 11     | 0      |        |
| gen.-giu. 2021  | AZ Alkmaar      | ED              | 4          | 0          | CO              | 0               | 0               |                    | -                  | -                  |             | -           | -           | 4      | 0      |        |
| Totale carriera | Totale carriera | Totale carriera | 83         | 16         |                 | 1               | 0               |                    | -                  | -                  |             | -           | -           | 84     | 16     |        |

## Palmarès

### Club

#### Competizioni nazionali
- Tweede Divisie: 1

Jong AZ Alkmaar: 2016-2017